# Scleria chevalieri
Scleria chevalieri är en halvgräsart som beskrevs av Jean Raynal. Scleria chevalieri ingår i släktet Scleria och familjen halvgräs.
Artens utbredningsområde är Senegal. Inga underarter finns listade i Catalogue of Life.